# Нейва (річка)
Нейва — річка в Свердловській області Росії. Зливаючись з річкою Реж, утворює річку Ніцу — притоку річки Тури (басейн Обі). Довжина – 294 км, площа басейну – 5600 км².

## Опис
Річка бере початок на східному схилі Середнього Уралу, поруч із озером Таватуй, далі проходячи через Верх-Нейвінський став. Стара назва річки - Нев'я. Версії про походження назви річки не подтверждены.
На річці є ряд ставків: Верх-Нейвінський, Малий Верх-Нейвінський, Рудянський, Нев'янський, Петрокам'янський, Нейво-Шайтанський та Алапаївський.
Наповнювання змішане, з величезним переважанням снігового. Замерзає у листопаді, розмерзається у квітні. Середньорічна витрата води в Алапаєвську - близько 10 м / с.
Використовується для водопостачання Алапаєвська та інших населених пунктів. У 2014 році на річці було закінчено реконструкцію греблі.
На ділянці від Нейво-Шайтанського до Алапаєвська влітку річка сильно заростає водними рослинами.

## Галерея

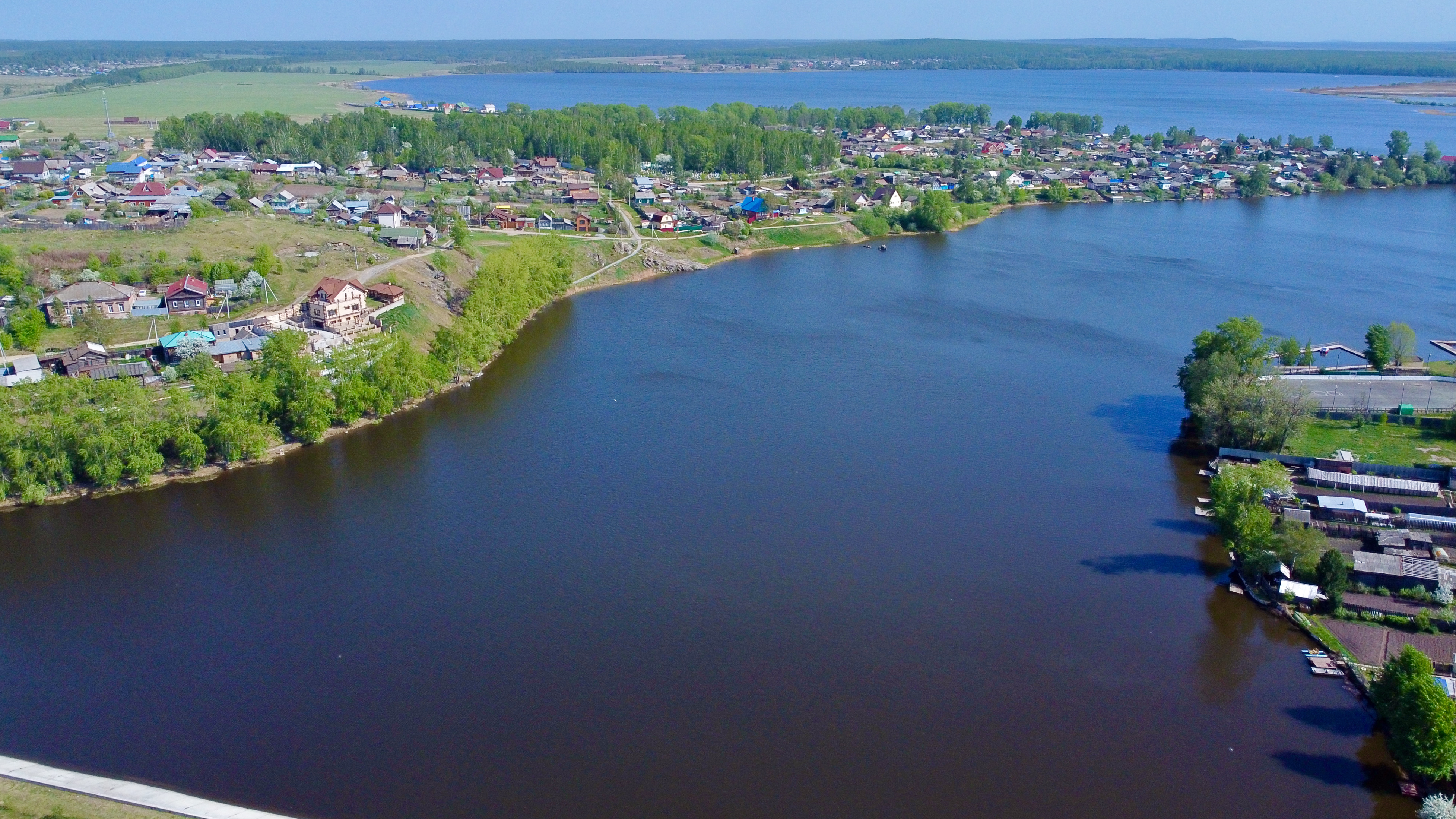
Нев'янський став
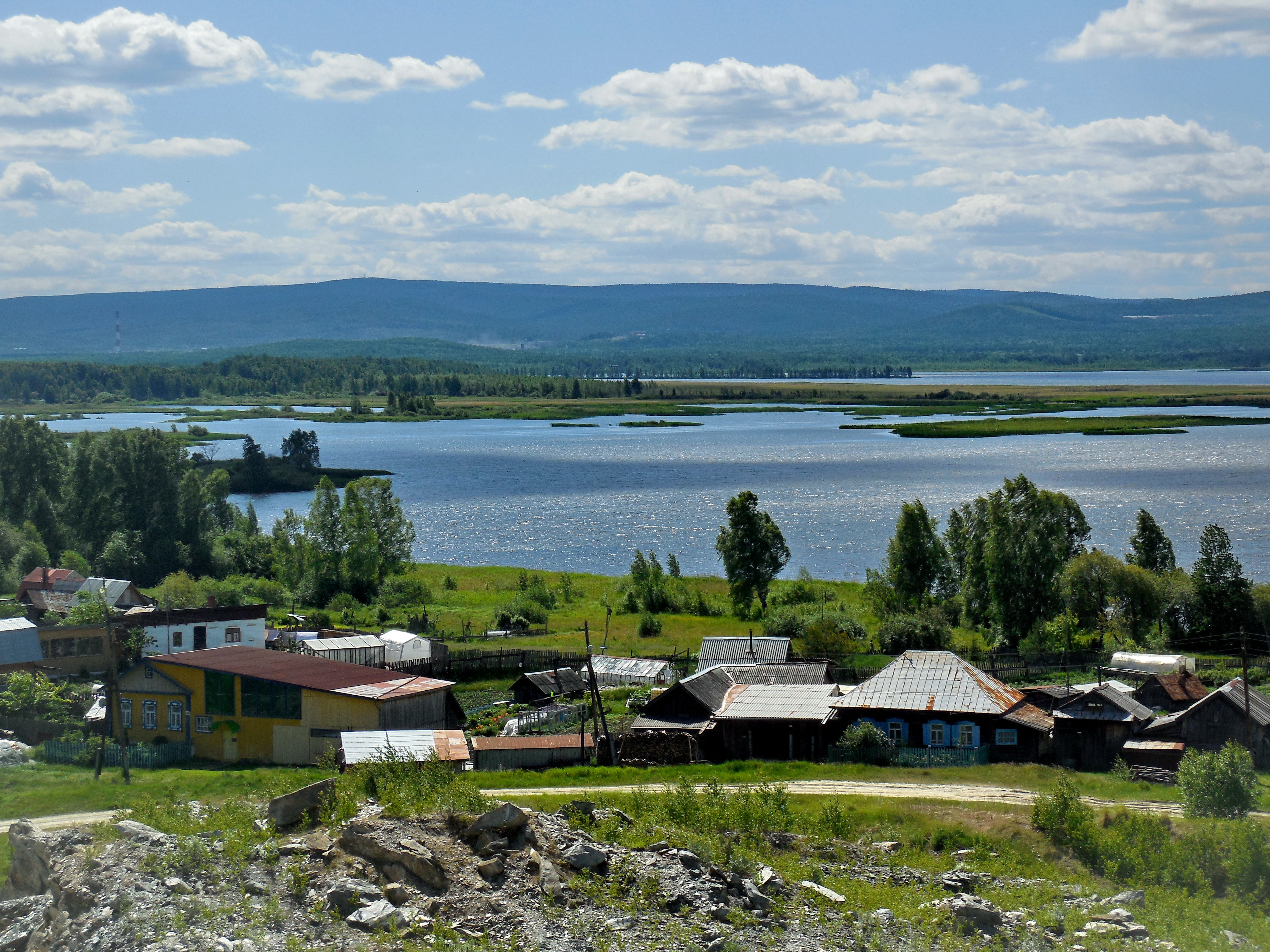
Рудянський став
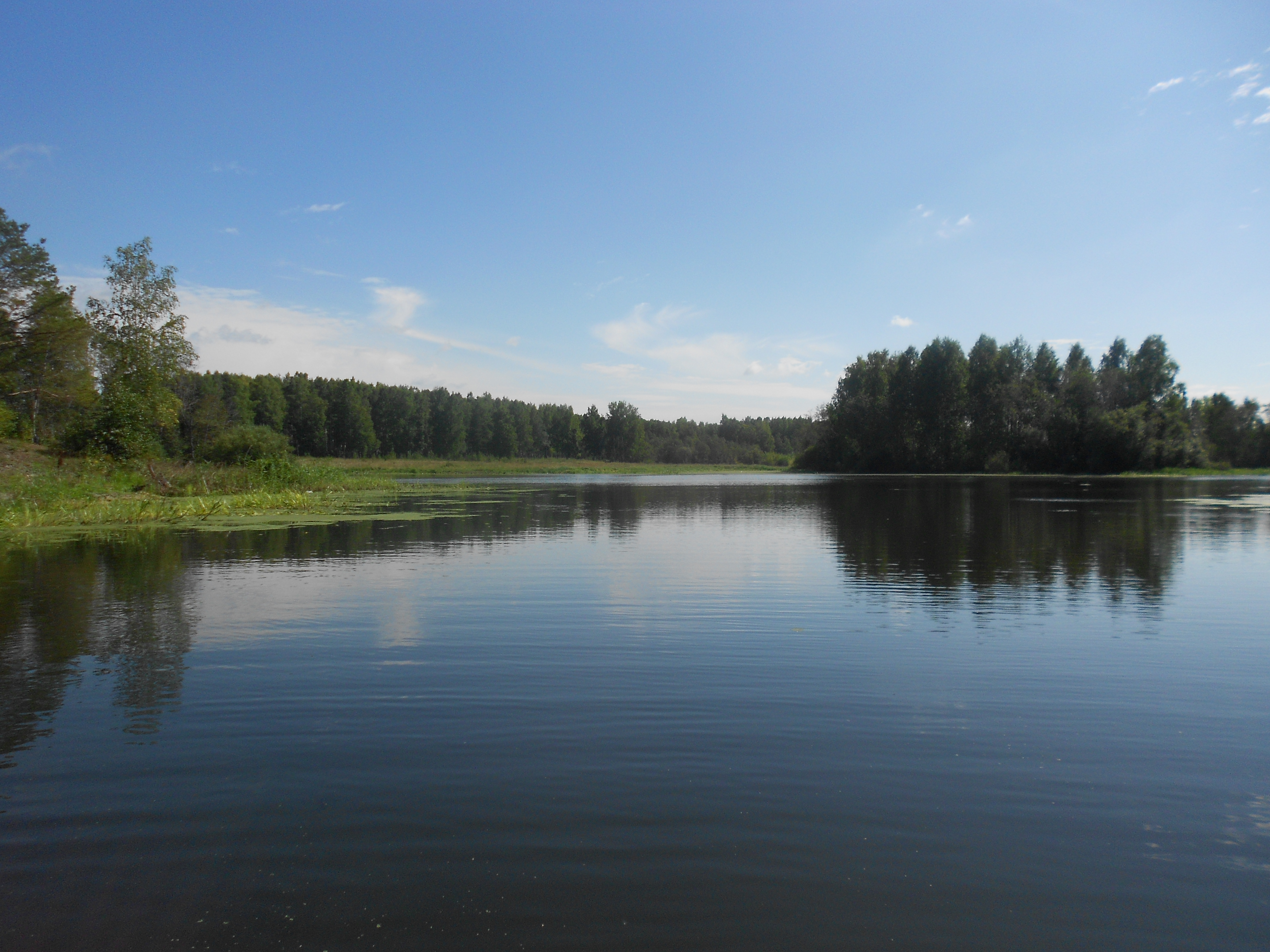
Біля села Биньги
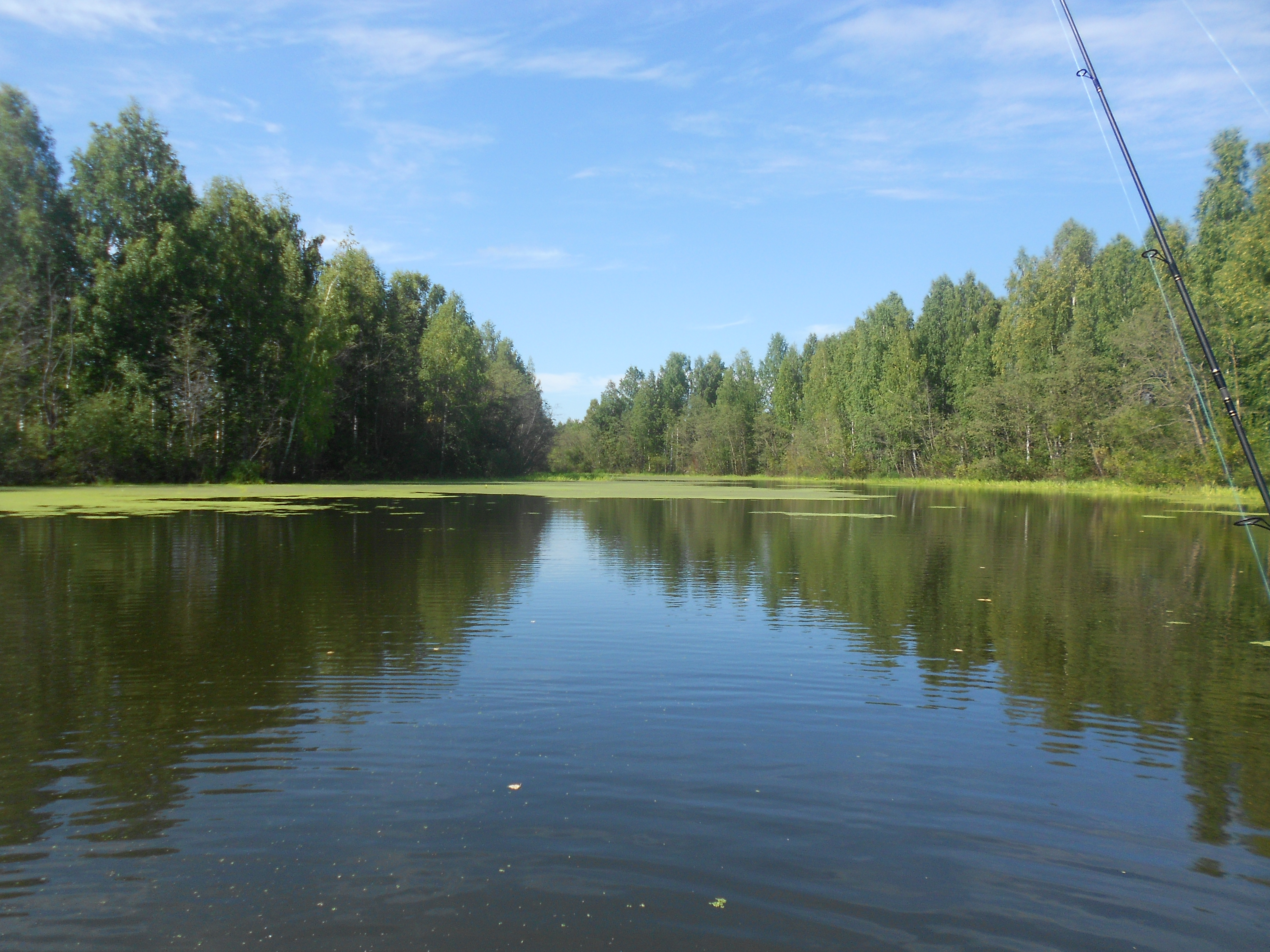
Біля села Биньги
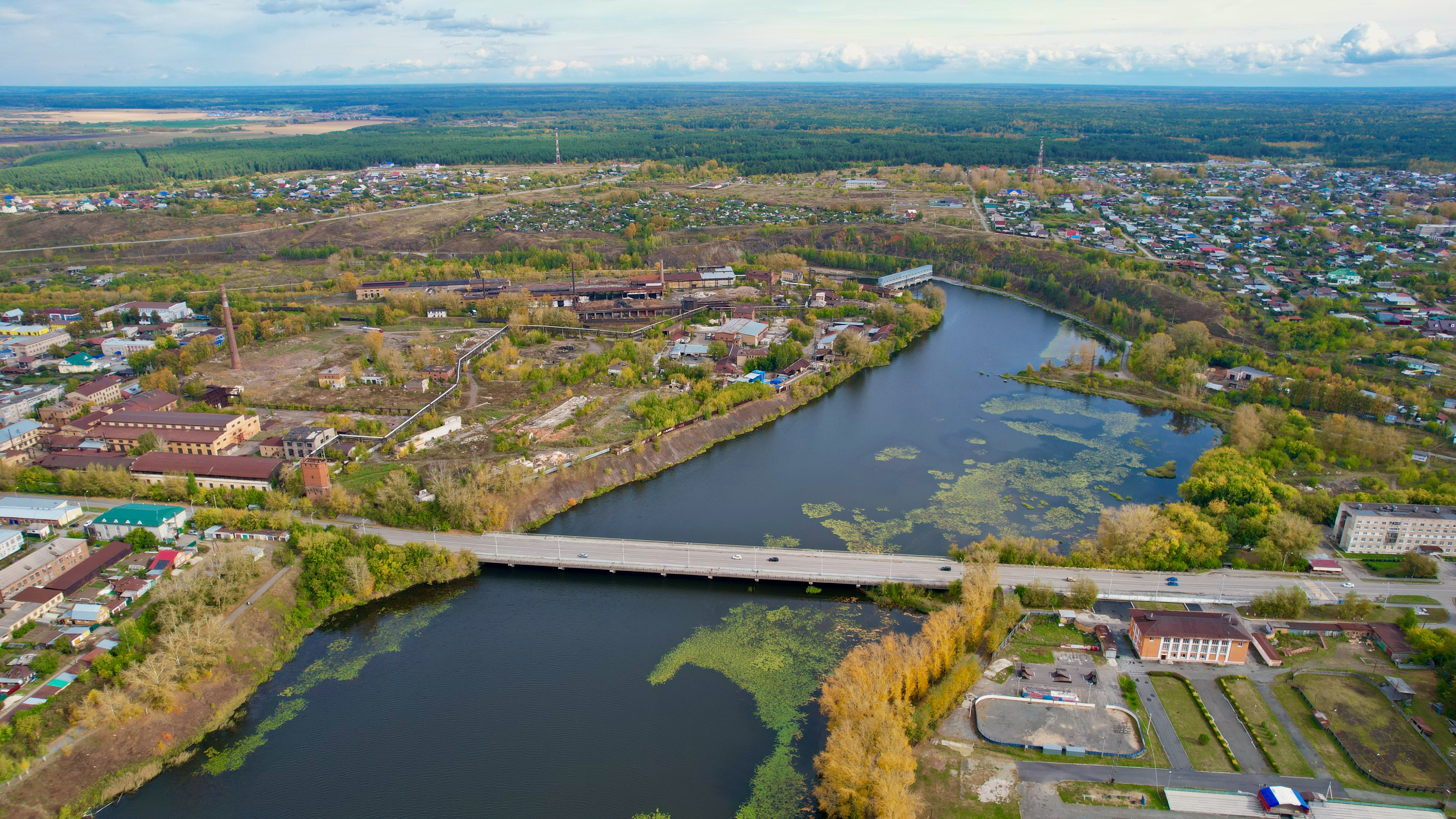
Міст через Нейву в Алапаевську
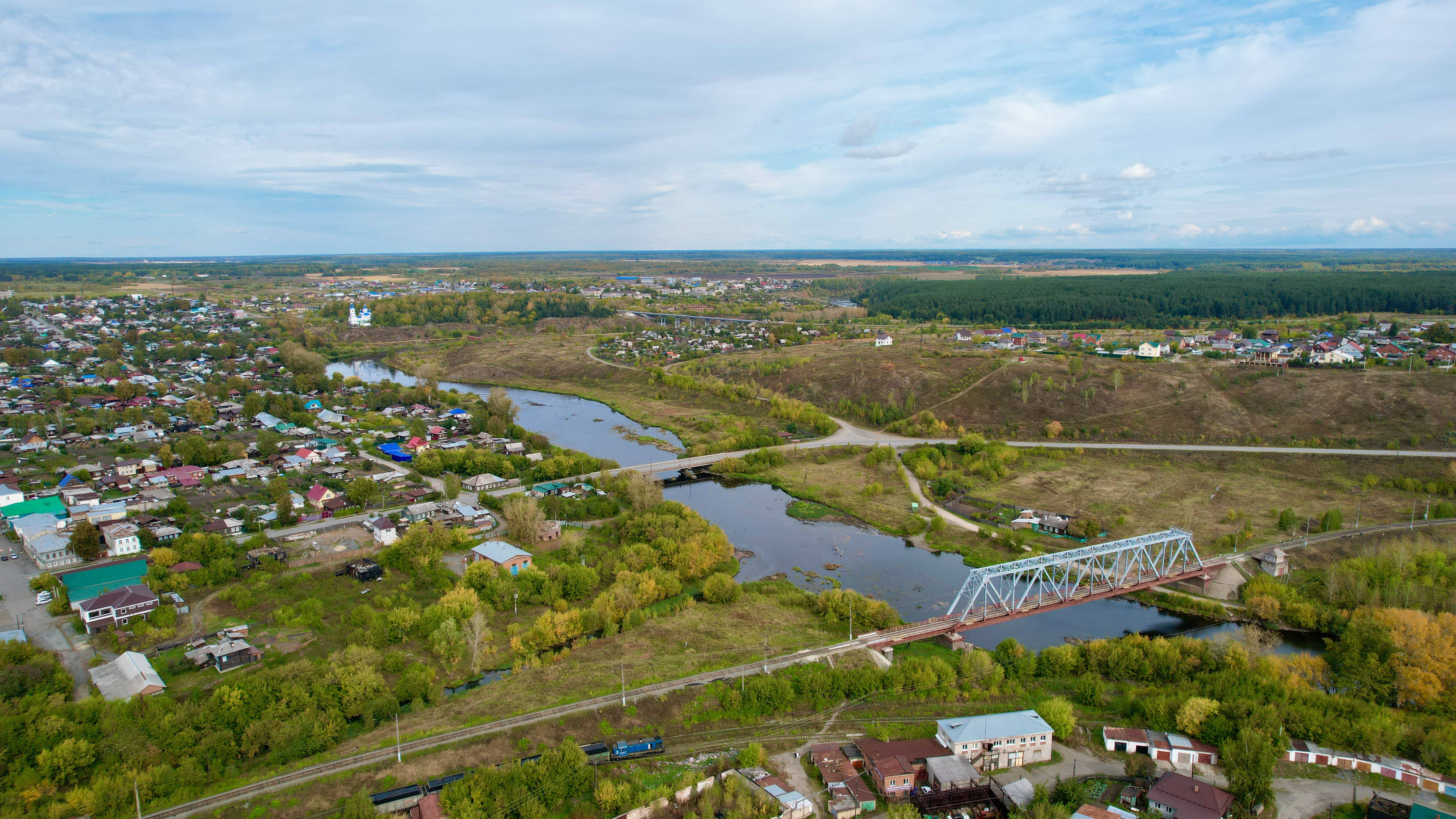
Гирло Алапаїхи
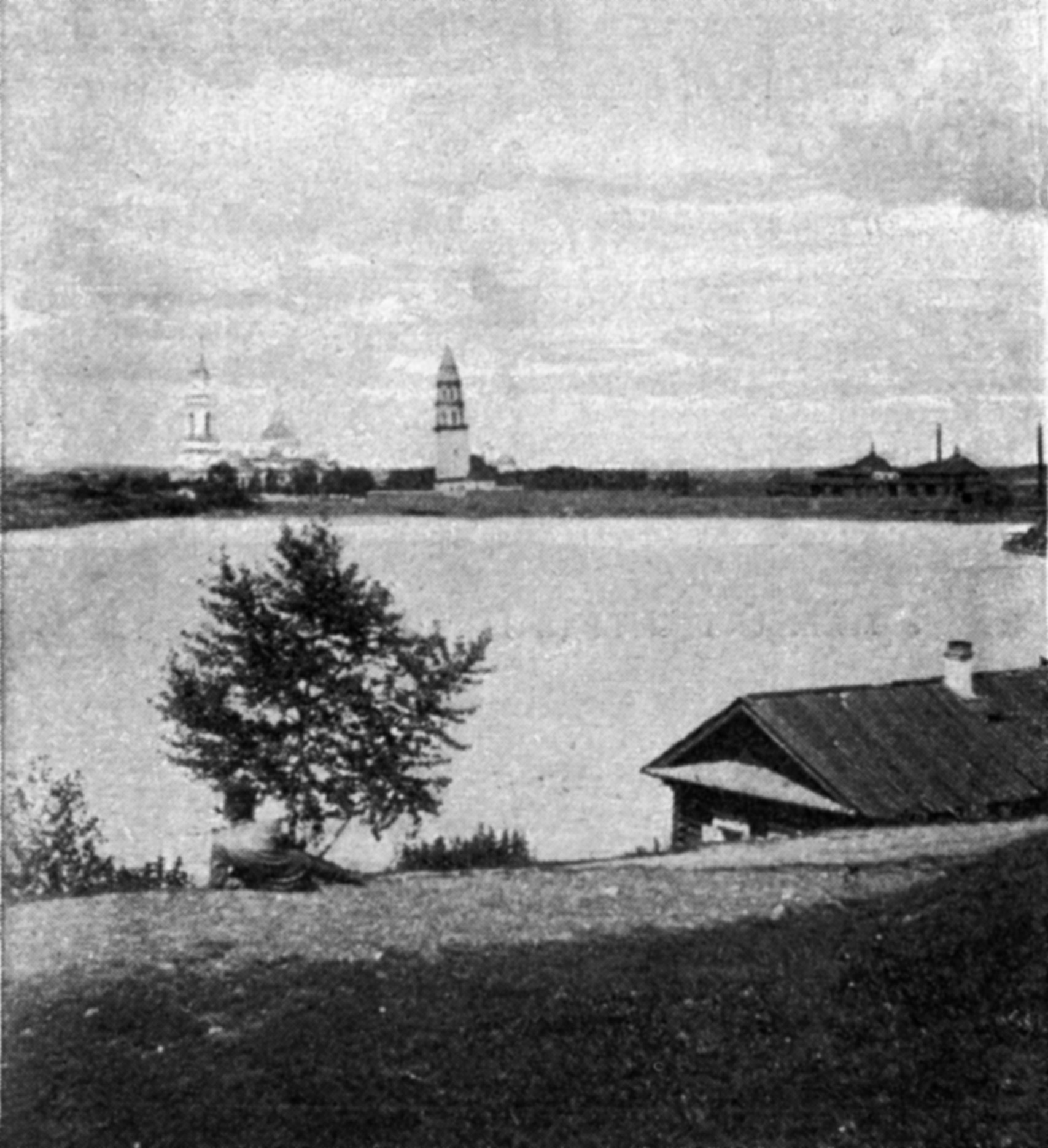
Старе фото «Уралъ. Рѣка Нейва. Невьянскъ»